# Лесь Курбас
Лесь Ку́рбас (повне ім'я — Олександр-Зенон Степанович Курбас; 25 лютого 1887, Самбір, Королівство Галичини та Володимирії, Австро-Угорщина — 3 листопада 1937, Сандармох, Карельська АРСР, РРФСР, СРСР) — український режисер, актор, теоретик театру, драматург, публіцист, перекладач. Представник розстріляного відродження. Народний артист Української РСР (1925). Засновник театру «Березіль». Жертва сталінських репресій. 

## Життєпис

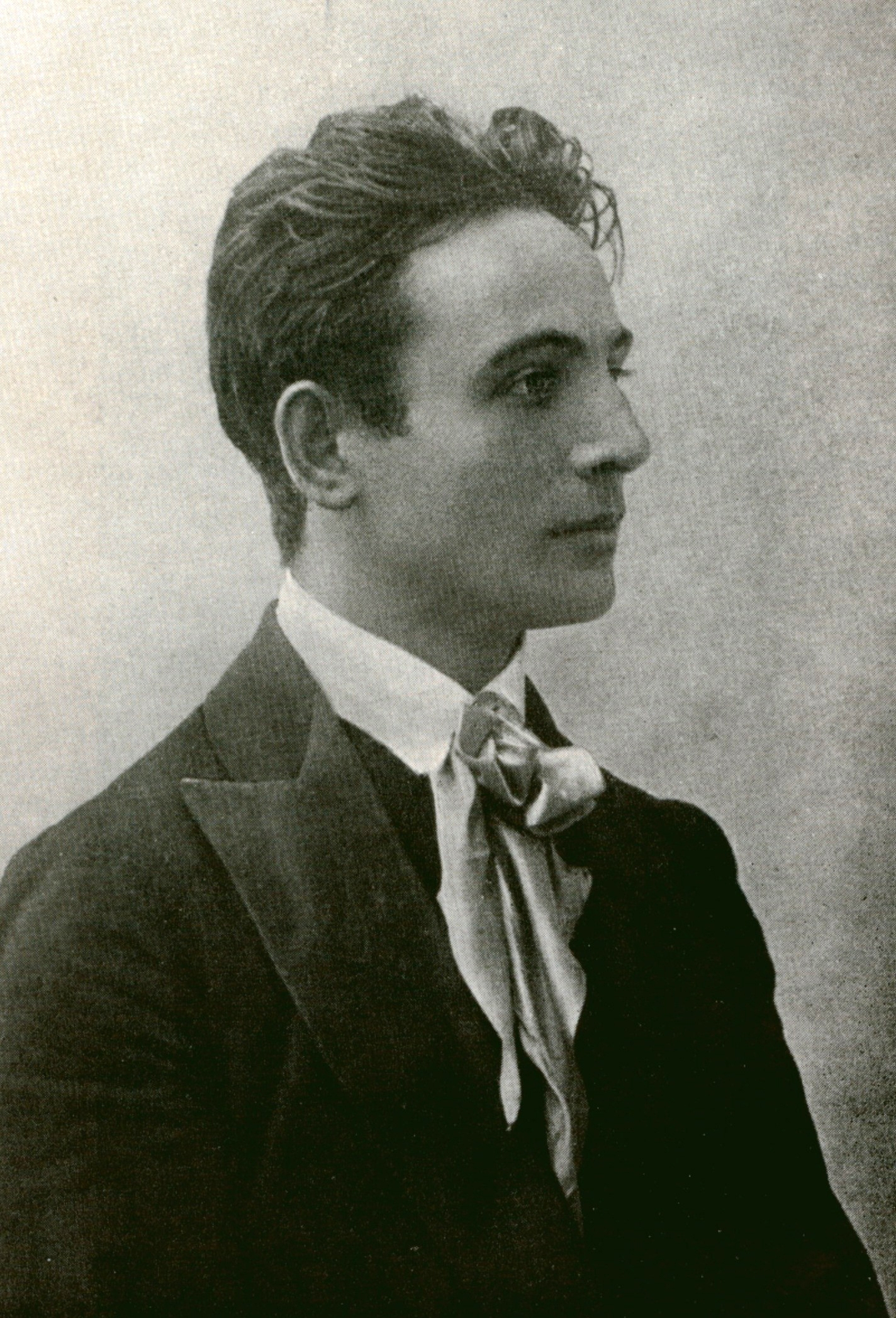
Лесь Курбас, бл. 1908 р.

Народився 25 лютого 1887 року в місті Самбір (Самбірський повіт, Королівство Галичини та Володимирії, Австро-Угорщина, нині — Самбірський район, Львівська область, Україна) у родині акторів галицького театру Степана та Ванди Курбасів (за сценою Яновичі). Батько його, хоча й був мандрівним українським актором, проте і в бідності своїй прагнув дати Олександрові добру освіту.
Навчався в Тернопільській гімназії, потім — у Львівському університеті, де брав активну участь у боротьбі за українізацію університету. На знак протесту проти політики полонізації перевівся до Віденського університету, де навчався на філософському факультеті та слухав лекції зі славістики. Закінчив драматичну школу при Віденській консерваторії.
Повернувшись на Галичину, почав працювати в театрі Гната Хоткевича, через півроку — у «Руській бесіді», в складі якої свого часу виступали Лесеві батьки.

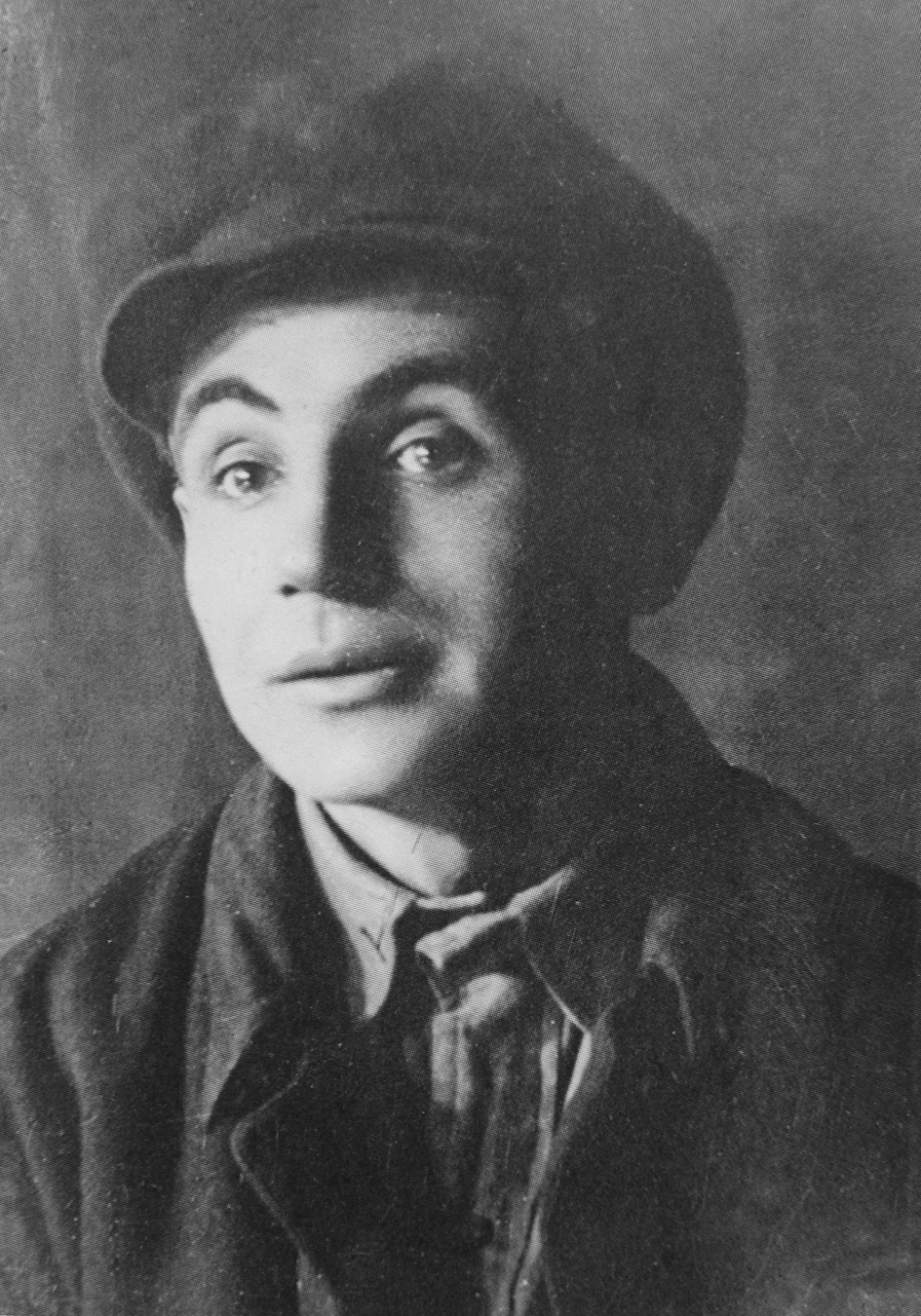
Лесь Курбас

У 1915 році заснував у Тернополі перший стаціонарний український професійний театр «Тернопільські театральні вечори». Життя Леся Курбаса тісно перепліталося з Тернопіллям.
У 1916 році на запрошення видатного актора та режисера Миколи Садовського переїхав до Києва та почав працювати в театрі Садовського.
Організував студію молодих акторів, з якої виріс згодом Молодий театр. Назва «Молодий театр» з'явилася вже влітку 1917 року. Молодий театр — це театр пошуків нових форм втілення сучасної та класичної драматургії. З цього театру взяли початок кілька українських театрів — з них Молодий український театр, в Одесі співорганізатором 1918 був Гаврило Гловацький.
У 1917 році був відповідальним секретарем тижневика «Театральні Вісті».
У 1919 році працював режисером Київського оперного театру «Музична драма».
Влітку 1920 року Лесь Курбас зібрав своїх найкращих акторів, хто добровільно приєднався з Київського театру імені Шевченка, й під назвою «Кийдрамте» (Київський драматичний театр) група почала своє турне по містах Київщини. Спочатку осіли в Білій Церкві, потім в Умані. На цей час театр був одним із відділів 45-ї стрілецької дивізії РСЧА.
Лесь Курбас був засновником спочатку політичного (1922—1926), а потім і філософського (1926—1933) театру в Україні. У виставах свого філософського театру «Березіль» (Харків) Курбас малює всесвіт, де головним стає особлива довіра до життя людини у всіх його суперечностях. В листопаді 1922 в Києві в державному народному театрі відбулася прем'єра вистави Тараса Шевченка «Гайдамаки» (режисер Лесь Курбас). В червні 1924 року Всеукраїнське фотокіноуправління запросило його на один рік режисером до Першої державної одеської кінофабрики.

Лесь Курбас, пізня світлина

Лесь Курбас

Лесь Курбас і «березольці» знайшли свого драматурга, п'єси якого були співзвучні їхнім естетичним засадам. Таким драматургом став Микола Куліш. Першою його п'єсою, що побачила світло рампи на сцені театру «Березіль», стала «Комуна в степах» (Київ). Творча співпраця тривала і в Харкові.
Кульмінація здобутків Курбаса пов'язана з драматургом Миколою Кулішем (1892—1937) і художником Вадимом Меллером (1884—1962).
У Києві «Березіль» мав під своїм крилом майстерні, плинні півавтономні одиниці. У Харкові все було під одним дахом і під одним проводом — Курбасовим. У театрі діяв мюзик-хол (спектаклі «Шпана», «Алло на хвилі», «Чотири Чемберлени»), агітпроп. Було підготовлено серію «Костюмовані історії» (спектаклі «Жакерія», «Сава Чалий», «Король бавиться», «Змова Фієско»).
П'єси Миколи Куліша «Народний Малахій», «Мина Мазайло» не знайшли розуміння в радянських критиків. Проти Леся Курбаса були висунуті звинувачення в «похмурості», викривленні оптимістичної радянської дійсності.
Багато чого з творчих пошуків Курбаса не розумілося широкими масами глядачів. Це стосується і його вистави «Маклена Ґраса», яка досягає справжньої філософської глибини. Але незважаючи на несприятливу для творчості атмосферу нерозуміння, недоброзичливості, Лесь Курбас не занепадав духом, він до останньої можливості вів боротьбу з поширеними в той час тенденціями спрощенства, вульгаризації мистецтва. Опоненти ж щонайменшу невдачу Леся Курбаса завжди розцінювали як цілковитий провал театру.
5 жовтня 1933 року Колегія Наркомосу УСРР ухвалила звільнити Курбаса з посади художнього керівника і директора театру «Березіль». У протоколі засідання підкреслено, що Курбас займав «позицію українського націоналіста», а театр «не зміг зайняти відповідне місце в створенні українського радянського мистецтва». З усіх акторів театру на засіданні в захист Курбаса виступили тільки четверо: Іван Мар'яненко, Йосип Гірняк, Борис Балабан і Роман Черкашин.
6 жовтня 1933 року Курбас поїхав до Москви. Кілька місяців працював постановником Малого театру та ставив «Короля Ліра» за Вільямом Шекспіром у Соломона Міхоелса в Московському державному єврейському театрі на Малій Бронній.

## Постановки у театрі«Березіль»

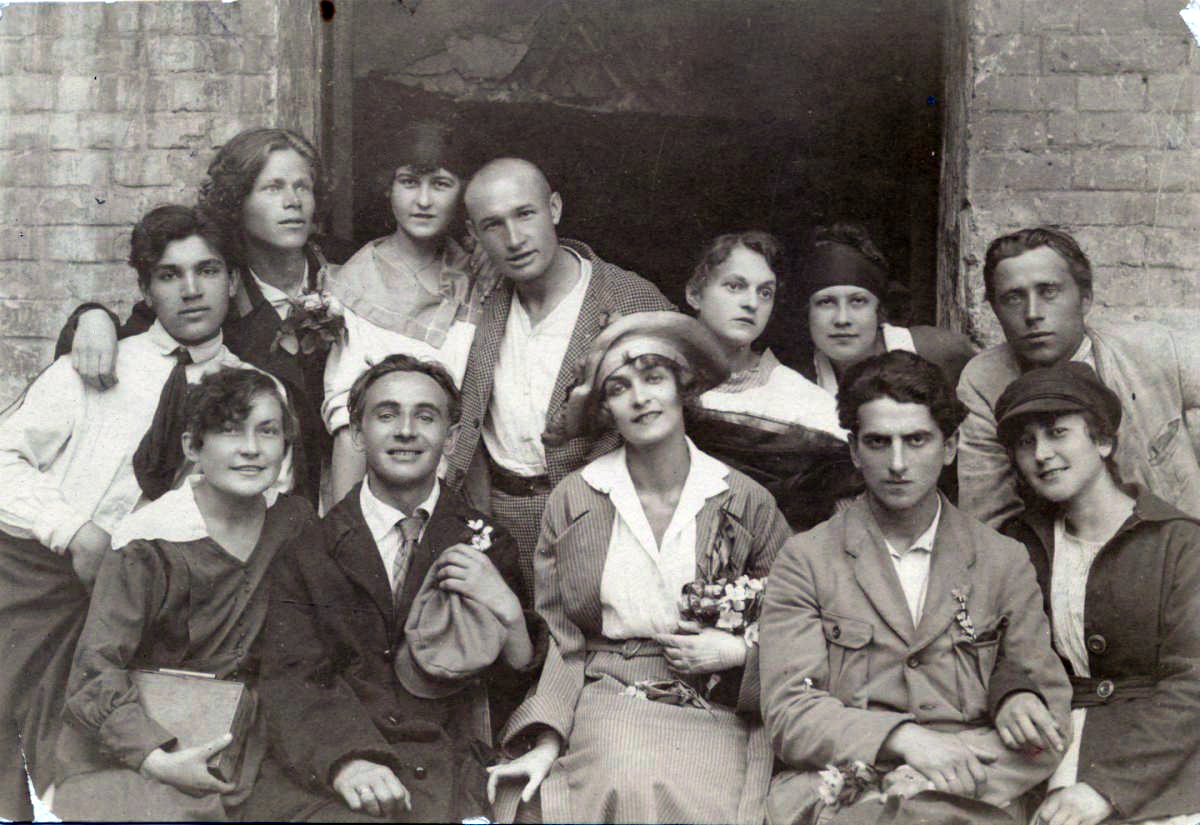
Стоять (справа наліво): Януарій Бортник (перший), Бабіївна Ганна (друга). Сидять (зліва направо): Лесь Курбас (другий), Валентина Чистякова (третя), Фавст Лопатинський (четвертий), Зінаїда Пігулович (п'ята) серед студійців театру «Березіль» 1922 рік

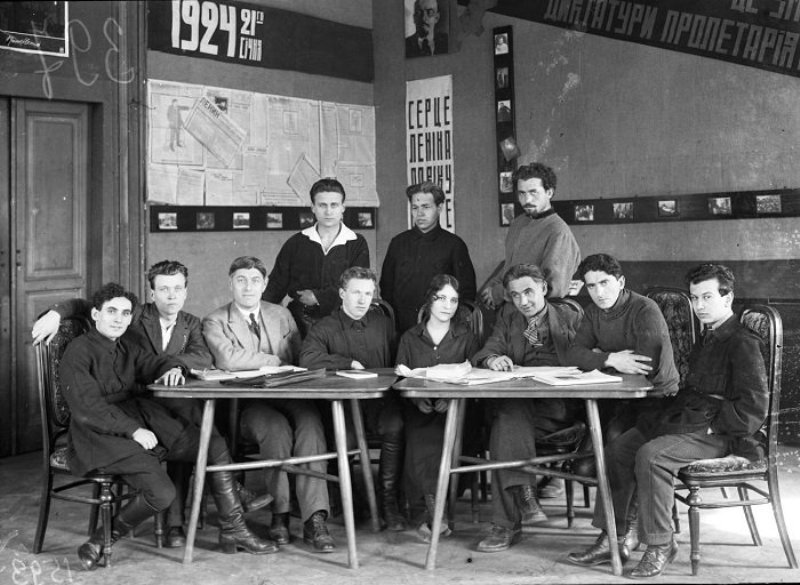
Режисерська лабораторія театру «Березіль», 1925 р. Сидять (зліва направо): Ханан Шмаїн, Я. Бортник, В. Василько, Борис Тягно, З. Пігулович, Л. Курбас, Ф. Лопатинський, Ю. Лішанський. Стоять: Павло Береза-Кудрицький, І. Крига, А. Авраменко-Ирій

- «Жовтень», текст колективний, 1922 рік.
- «Рур», текст колективний, 1923 рік.
- «Газ» Кайзера, 1923 рік.
- «Джиммі Хіггінс» за Сінклером, 1923 рік.
- «Гайдамаки» [Архівовано 12 березня 2018 у Wayback Machine.] за Шевченком 1924 рік.
- «Макбет» за Шекспіром, 1924 рік.
- «Напередодні» за Поповським, 1925 рік.
- «Золоте черево» Кроммелінка, 1926 рік.
- «Пролог» Бондарчука і Курбаса, 1927 рік.
- «Народний Малахій» Куліша, 1928 рік.
- «Мина Мазайло» Куліша, 1929 рік.
- «Диктатура» Микитенка, 1930 рік.
- «Народження велетня», текст колективний, 1931 рік.
- «Місьє де Пурсоньяк» Мольєра, 1933 рік.
- «Маклена Ґраса» Куліша, 1933 рік.

## Фільмографія

### Режисер
- 1924 — Вендетта
- 1924 — Макдональд
- 1925 — Арсенальці

### Художній керівник
- 1924 — Сон Товстопузенка[10][11]

## Загибель

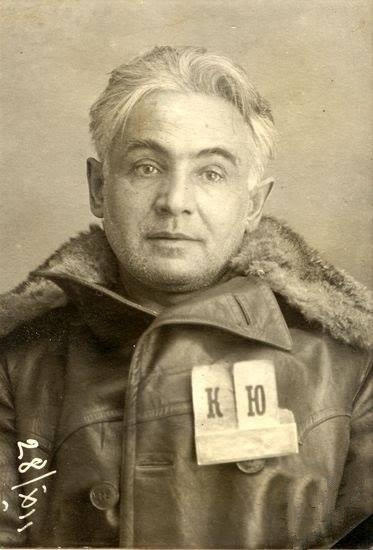
Фото у перший день арешту

25 грудня 1933 року Курбас був заарештований і ув'язнений за звинуваченнями в участі у контрреволюційно-терористичній Українській військовій організації і за намір убити другого секретаря ЦК КП(б)У Павла Постишева. Після тривалих «допитів» 10 березня Курбас підписав протокол про те, що він є «контрреволюціонером».
На початку березня 1934 року його перевезли до в'язниці у Харків.
9 квітня 1934 року суд у Харкові, ґрунтуючись на отриманих під час слідства «зізнаннях», засудив Курбаса до 5 років ув'язнення у ВТТ. Покарання відбував на будівництві Біломорсько-Балтійського каналу. В таборі неподалік від робітничого селища Медвежа Гора (нині місто Медвеж'єгорськ, Карелія, РФ) поставив кілька п'єс у театрі для вільнонайманих працівників.
У 1936 року був переведений до Соловецького табору особливого призначення. Там він створив театр і поставив «Аристократів» Миколи Погодіна та «Учня диявола» Бернарда Шоу.
Наприкінці 1936 року був етапований на острів Анзер, де також був театр. Курбас поставив у ньому «Маленькі трагедії» Олександра Пушкіна.

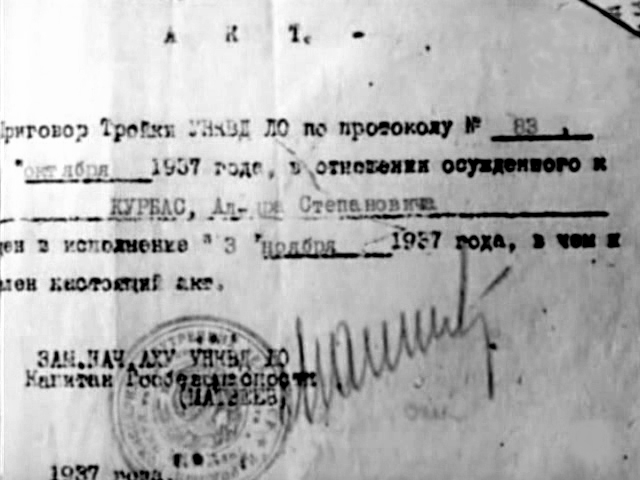
Акт про розстріл Олеся Курбаса.

Рішенням окремої трійки 9 жовтня 1937 року особлива трійка Управління НКВД Ленінградської області РРФСР засудила одним списком до смерті 1825 осіб, які утримувалися у Соловецькому таборі, у їх числі Курбаса.
Курбас був розстріляний 3 листопада 1937 року в урочищі Сандармох.
У рівненському часописі «Волинь» у березні 1942 року стверджували, що «режисер найкращого свого часу театру в Україні „Березіль“ працює десь перевізником на річці коло Мурману».
Вдові Курбаса Валентині Чистяковій на її офіційний запит, надіслали свідоцтво від 16 травня 1961 року, де стверджувалося, що її чоловік помер 15 листопада 1942 року від крововиливу в мозок.
Ухвалою Військового трибуналу Північного військового округу від 31 січня 1957 року справу стосовно Курбаса припинено через відсутність складу злочину. 19 квітня 1957 року президія Харківського обласного суду переглянула справу за обвинуваченням Курбаса і анулювала Постанову Судової трійки при Колегії ГПУ СРСР від 9 квітня 1934 року щодо нього.
Похований видатний режисер у Харкові на 13 цвинтарі, де у 1993 році встановлено пам'ятник-пантеон родині Курбасів (скульптор Семен Якубович), куди було привезено землю з Соловців, поруч з похованнями матері Ванди Яновичевої і дружини Валентини Чистякової.

## Пам'ять

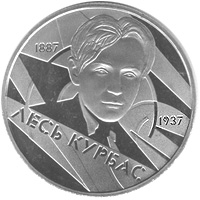
Лесь Курбас на ювілейній монеті

21 грудня 1991 року Кабінет Міністрів України постановою № 367 скасував постанову Ради Народних Комісарів УСРР від 17 грудня 1933 року «Про позбавлення Л. Курбаса звання народного артиста УСРР».
1989 року на фасаді Харківського державного академічного українського драматичного театру імені Тараса Шевченка встановлено меморіальну дошку в пам'ять про Леся Курбаса, а «Мала сцена» театру знову дістала назву «Березіль». У холлі цього театру виставлено бюст Леся Курбаса.
Львівський академічний театр названо на честь Леся Курбаса.
Національним Банком України до 120-річчя режисера 26 лютого 2007 року було введено в обіг ювілейну монету, присвячену Курбасу. Вона належить до серії «Видатні особистості України».
У Старому Скалаті на Тернопільщині діє меморіальний музей-садиба Леся Курбаса.
Діє державний Мистецький музей Леся Курбаса у Самборі, філіал Національного музею імені Андрія Шептицького.* та встановлені дві меморіальні дошки.
У Відні, де деякий час проживав Лесь Курбас, встановлена меморіальна дошка.
У багатьох населених пунктах України є вулиці Леся Курбаса. 
10 листопада 2016 року присвоєно ім'я Леся Курбаса школі І-ІІІ ступенів № 206 [Архівовано 24 січня 2022 у Wayback Machine.] Святошинського району міста Києва.
25 лютого 2017 року на державному рівні в Україні відзначався ювілей — 130 років з дня народження Леся Курбаса (1887—1937), режисера, актора, драматурга, публіциста, перекладача.
З 17 жовтня по 2 грудня 2018 року — виставка «Курбас: Нові світи» [Архівовано 30 липня 2019 у Wayback Machine.] у Мистецькому арсеналі.
Існує державна премія імені Леся Курбаса, що присуджується щороку професійним театральним режисерам за вагомий внесок у розвиток сучасного театрального мистецтва України і вручається у лютому до дня народження видатного українського режисера.

## Галерея

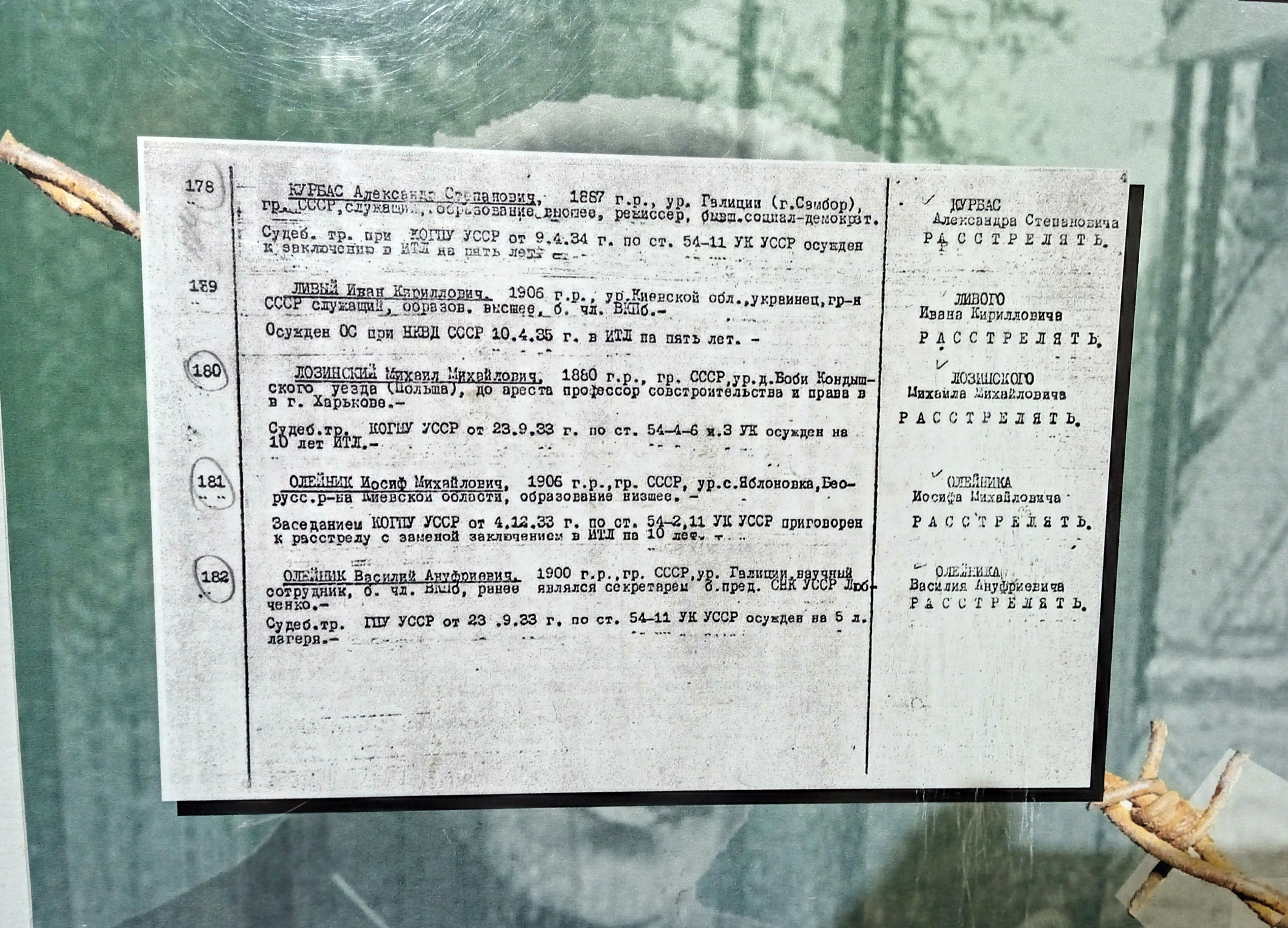
Тернопільський історико-меморіальний музей політичних в'язнів
Меморіальна дошка на фасаді Харківського державного академічного українського драматичного театру імені Тараса Шевченка
Пам'ятник Лесю Курбасу у Києві
Погруддя в Самборі (скульптор Микола Посікіра, 1991, бронза, мармурова крихта)
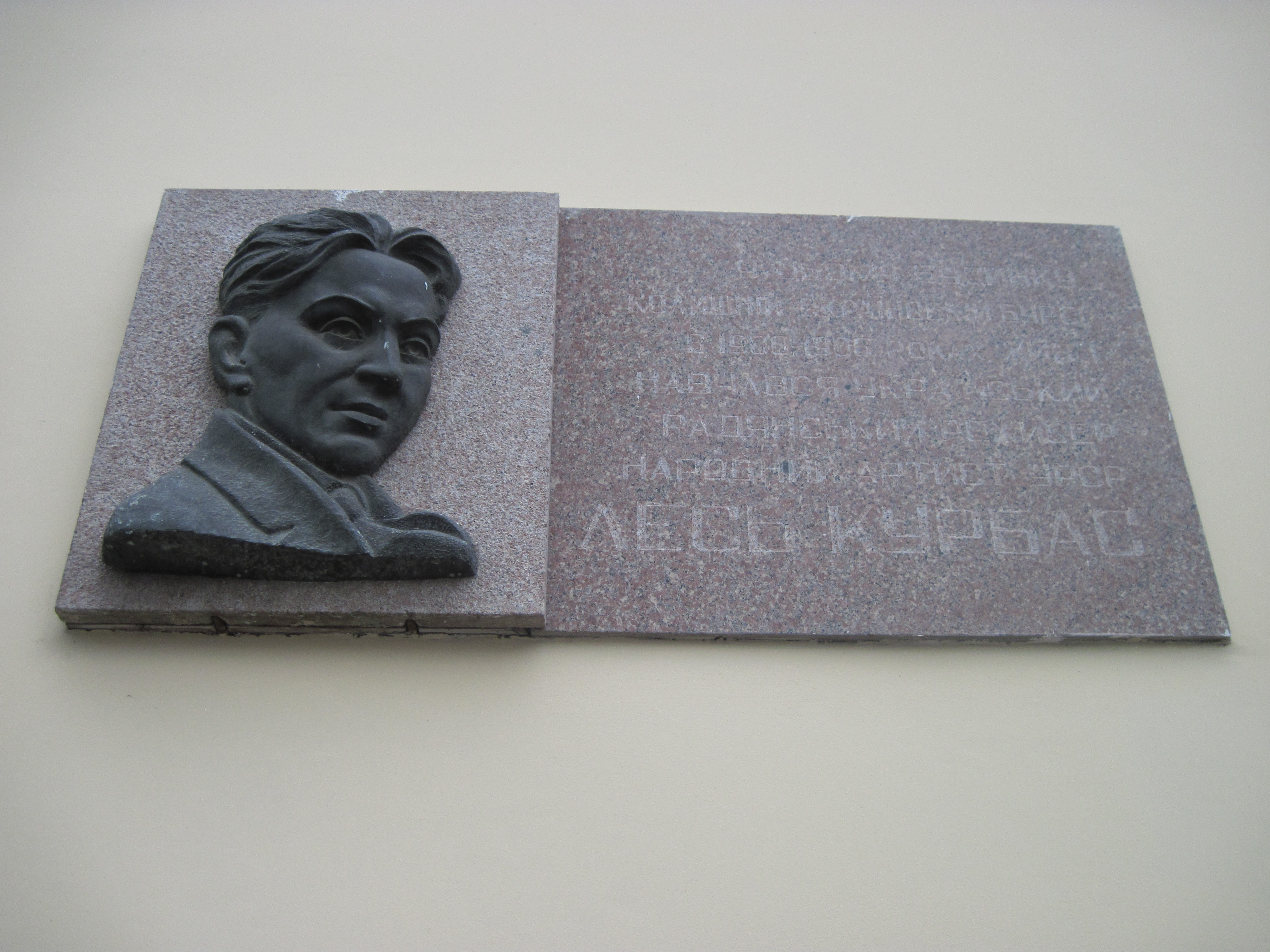
Пам'ятна дошка на фасаді будинку по вулиці Качали у Тернополі
Бюст в холлі Театру «Березіль», м. Харків
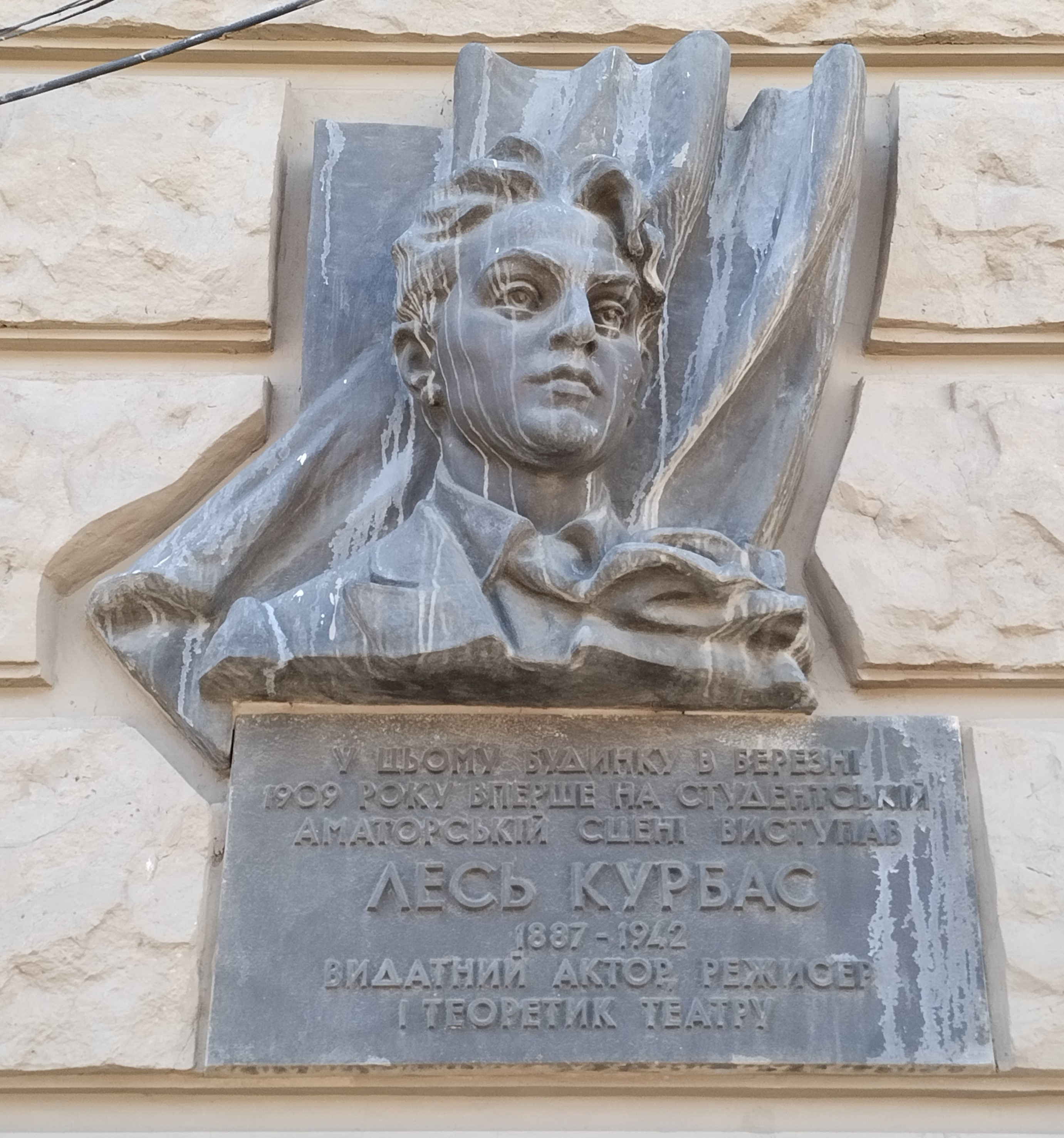
Меморіальна дошка на фасаді будинку по вулиці Руській у Львові